# حسن الخميني
حسن الخميني (3 ديسمبر 1972) (بالفارسية: سيد حسن خمينی) رجل دين إيراني والحفيد الخامس عشر للخميني ويعتبر من أبرز الدعاة. يعتقد الكثيرون انه يمكن أن يكون له مستقبل سياسي واعد".

## عن حياته

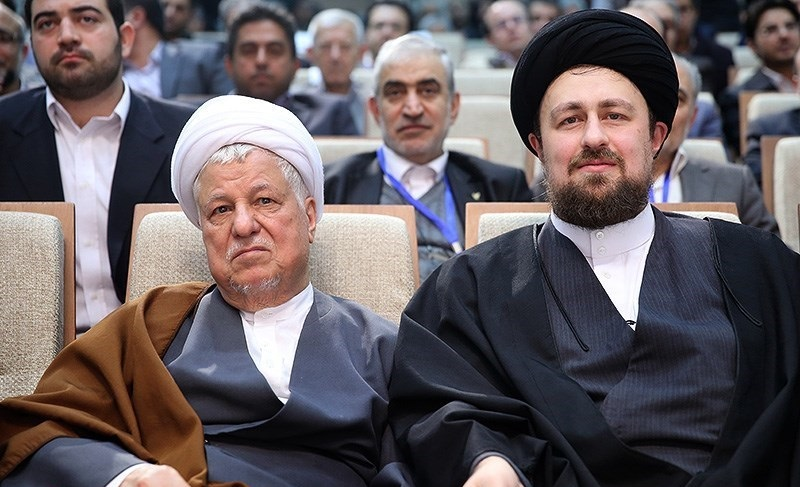
أكبر هاشمي رفسنجاني وحسن الخميني في جامعة آزاد

حسن الخميني حفيد مؤسس الجمهورية الإسلامية الإيرانية، روح الله الخميني. وهو ابن أحمد الخميني وفاطمة الطباطبائي. لديه 4 أطفال.